# カザピンタ
カザピンタ（伊: Casapinta）は、イタリア共和国ピエモンテ州ビエッラ県にある、人口約400人の基礎自治体（コムーネ）。

## 地理

### 位置・広がり

#### 隣接コムーネ
隣接するコムーネは以下の通り。
- クリーノ
- レッソーナ
- マッセラーノ
- メッツァーナ・モルティリエンゴ
- ストローナ

## 行政

### 分離集落
カザピンタには、以下の分離集落（フラツィオーネ）がある。
Benzio, Bosco, Brovetto, Campalvero, Fantone, Gallo, Guardia, Rondo, Scalabrino